# Izba rozliczeniowa KDPW CCP
Izba rozliczeniowa KDPW_CCP – prowadzi od 1 lipca 2011 roku działalność z zakresu rozliczania transakcji zawieranych na rynku regulowanym, rozliczania transakcji zawieranych w alternatywnym systemie obrotu, na rynku OTC oraz prowadzenia systemu zabezpieczania płynności rozliczeń, w tym systemu gwarantowania rozliczeń transakcji zawartych na rynku regulowanym w Polsce. Zgodnie z art. 48 ust. 7 Ustawy z dnia 29 lipca 2005 r. o obrocie instrumentami finansowymi, zadania te mogą być wykonywane także przez spółkę akcyjną będącą podmiotem zależnym od Krajowego Depozytu Papierów Wartościowych, której Krajowy Depozyt przekazał w drodze pisemnej umowy wykonywanie czynności z zakresu tych zadań. Stosowne umowy łączą Krajowy Depozyt oraz KDPW_CCP.
Głównym zadaniem izby rozliczeniowej jest świadczenie usługi rozliczenia transakcji, czyli ustalania wysokości świadczeń pieniężnych i niepieniężnych wynikających z zawartych transakcji. Podstawowym sposobem rozliczenia transakcji jest nowacja rozliczeniowa, która powoduje, że podmiot rozliczający przejmuje ryzyko kredytowe drugiej strony rozliczanej transakcji. Usługi rozliczeniowe należy odróżnić od usług rozrachunku, które polegają na faktycznym przeniesieniu instrumentów finansowych pomiędzy rachunkami lub środków pieniężnych związanych z transakcją. W Polsce usługi rozrachunku transakcji świadczy Krajowy Depozyt Papierów Wartościowych S.A., spółka dominująca względem KDPW_CCP.
Izba rozliczeniowa KDPW_CCP działa w formie spółki akcyjnej, w której 100 proc. udziałów posiada Krajowy Depozyt Papierów Wartościowych.

## Europejska autoryzacja KDPW_CCP
Od 8 kwietnia 2014 r. KDPW_CCP S.A. prowadzi działalność na podstawie zezwolenia na świadczenie usług rozliczeniowych jako CCP, o którym mowa w art. 14 ust. 1 rozporządzenia Parlamentu Europejskiego i Rady (UE) Nr 648/2012 z dnia 4 lipca 2012 r. w sprawie instrumentów pochodnych będących przedmiotem obrotu poza rynkiem regulowanym, kontrahentów centralnych i repozytoriów transakcji (Dz. Urz. UE L. 201 z 2012, s. 1), udzielonego przez Komisję Nadzoru Finansowego. Zezwolenie KNF dla KDPW_CCP SA, wydane po uzyskaniu pozytywnej opinii kolegium nadzorczego, jest trzecią autoryzacją dla CCP w Unii Europejskiej.
9 sierpnia 2016 r. Komisja Nadzoru Finansowego rozszerzyła zezwolenie na świadczenie przez KDPW_CCP S.A. usług rozliczeniowych jako CCP na podstawie rozporządzenia Nr 648/2012 o nowe klasy instrumentów. Zakres usług świadczonych przez KDPW_CCP S.A. został poszerzony o możliwość rozliczania instrumentów w obrocie zorganizowanym (rynek giełdowy i ASO) oraz OTC (rynek międzybankowy) nominowanych w EUR oraz instrumentów dłużnych z rynku OTC nominowanych w PLN. Decyzja KNF umożliwiła izbie rozliczanie nowych instrumentów:
- pochodnych stopy procentowej w obrocie niezorganizowanym nominowanych w EUR (FRA, IRS, OIS, Basis Swap),
- dłużnych i udziałowych w obrocie zorganizowanym nominowanych w EUR,
- dłużnych w obrocie niezorganizowanym nominowanych w PLN.

W związku z rozszerzeniem autoryzacji KDPW_CCP S.A. możliwe jest również wnoszenie zabezpieczeń w formie środków pieniężnych w euro oraz obligacji nominowanych w tej walucie.

## Formuła CCP i nowacja rozliczeniowa

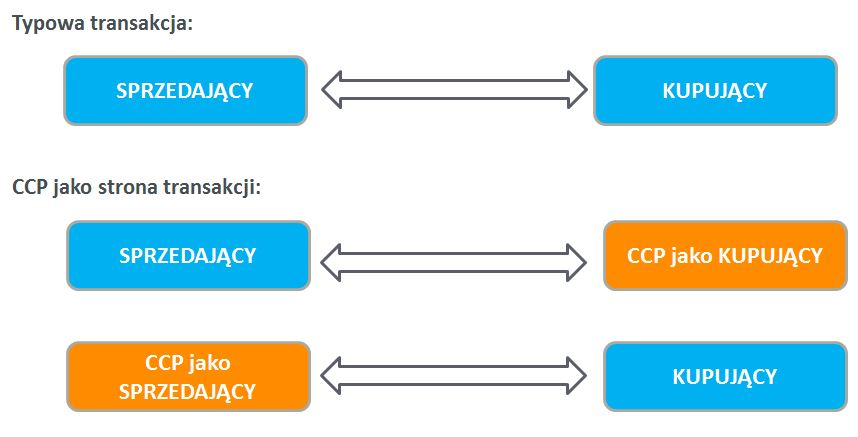
Nowacja

Spółka KDPW_CCP pełni na polskim rynku funkcję izby rozliczeniowej, działając w modelu tzw. centralnego kontrahenta (ang. central counterparty – CCP).
Dzięki wprowadzeniu do polskiego porządku prawnego nowacji rozliczeniowej, izba rozliczeniowa KDPW_CCP staje się podmiotem bezpośrednio odpowiedzialnym za rozliczenie transakcji. Nowacja powoduje wstąpienie KDPW_CCP w prawa i obowiązki wynikające z transakcji przyjętej do rozliczenia – w wyniku zastosowania tego mechanizmu KDPW_CCP staje się stroną zobowiązaną bezpośrednio wobec uczestnika będącego stroną rozliczenia (transakcja pierwotna wygasa). W ten sposób KDPW_CCP zapewnia uczestnikom obrotu wyższe bezpieczeństwo wykonywania transakcji, gwarantując je także własnymi kapitałami.
Ustawa o obrocie instrumentami finansowymi mówi również, że minimalna wysokość kapitału własnego spółki, której KDPW powierzył część swoich zadań wynosi 10 milionów złotych. KDPW_CCP posiada aktualnie kapitały własne w wysokości 228 mln PLN.

## System gwarantowania rozliczeń w KDPW_CCP
Zarządzanie ryzykiem w KDPW_CCP oparte zostało na międzynarodowych standardach i rozwiązaniach stosowanych na największych rynkach finansowych świata, w szczególności poprzez zastosowanie metody SPAN dla transakcji zawieranych w obrocie zorganizowanym i metody symulacji historycznej Value at Risk (VaR) dla transakcji OTC.
System gwarantowania rozliczeń transakcji oparty jest na czterech zasobach:
- wymogach kapitałowych i formalnych wobec uczestników izby rozliczeniowej,
- depozytach zabezpieczających (dla rynku kasowego i terminowego),
- funduszu rozliczeniowym / funduszu zabezpieczającym ASO / funduszu zabezpieczającym OTC,
- kapitałach własnych KDPW_CCP.

W razie wystąpienia niewypłacalności uczestnika izby rozliczeniowej stosuje się określone w regulacjach izby procedury związane z kolejnością uruchamiania środków z systemu gwarantowania rozliczeń.

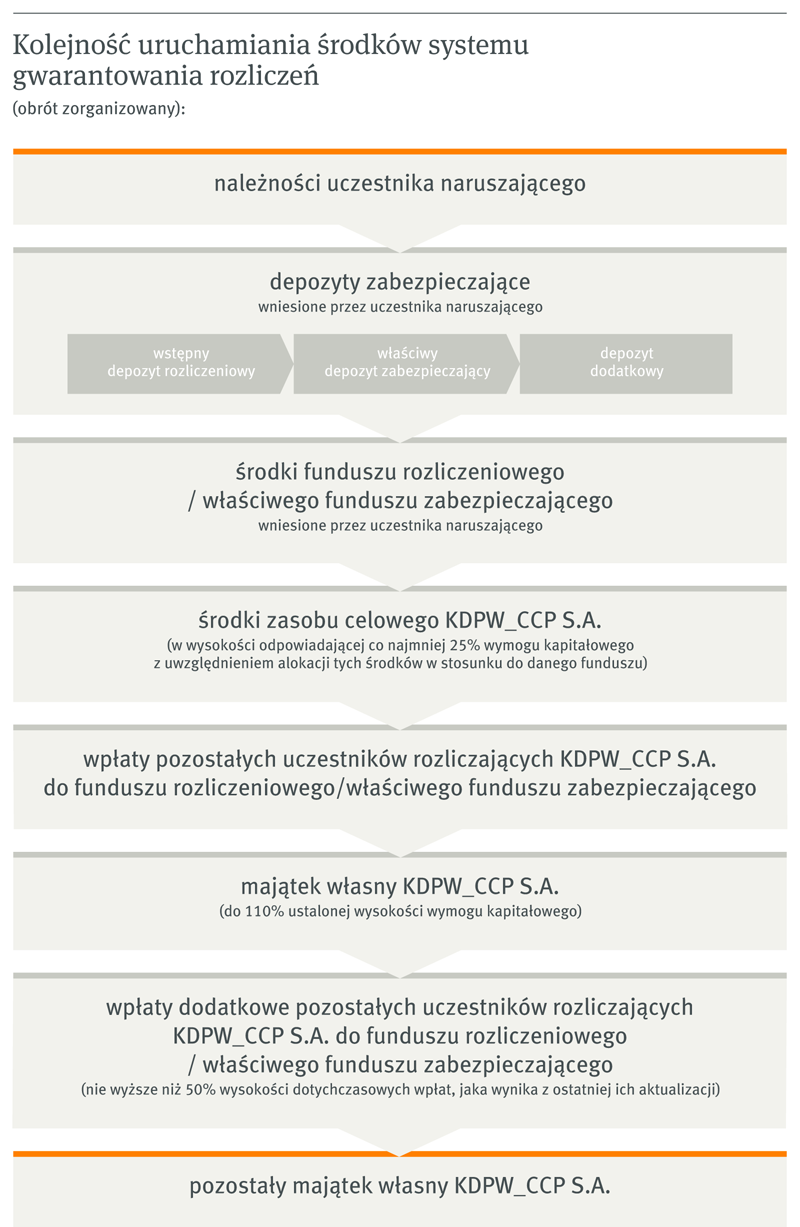
Kolejność uruchamiania środków w systemie gwarantowania rozliczeń KDPW_CCP – obrót zorganizowany

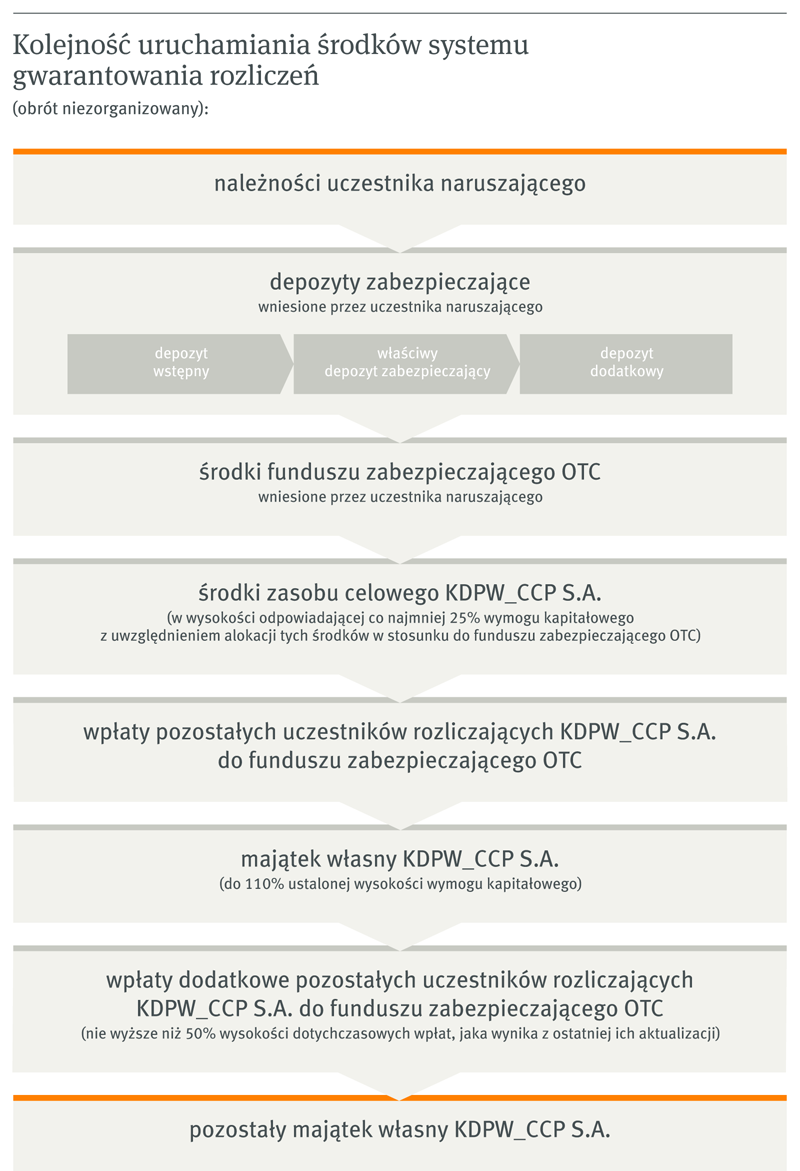
Kolejność uruchamiania środków w systemie gwarantowania rozliczeń KDPW_CCP – rynek OTC

## Rozliczane rynki i instrumenty
KDPW_CCP gwarantuje rozliczenie transakcji zawartych:
- na kasowym i terminowym rynku regulowanym,
- w alternatywnym systemie obrotu (ASO) na rynku kasowym,
- na rynku OTC.

Na kasowym i terminowym rynku regulowanym KDPW_CCP rozlicza następujące instrumenty (z wyłączeniem transakcji redystrybucyjnych oraz transakcji pozasesyjnych):
- akcje
- obligacje
- PDA
- PP
- certyfikaty (inwestycyjne, strukturyzowane)
- hipoteczne listy zastawne
- warranty
- ETF
- kontrakty futures
- opcje
- jednostki indeksowe

Platformy transakcyjne kasowego i terminowego rynku regulowanego:
- Giełda Papierów Wartościowych w Warszawie S.A.
- BondSpot S.A.

KDPW_CCP gwarantuje rozliczenie transakcji zawartych w alternatywnym systemie obrotu na rynku kasowym dla następujących instrumentów (z wyłączeniem transakcji zawieranych poza standardowymi systemami notowań):
- akcje
- PDA
- obligacje
- hipoteczne listy zastawne

Platformy transakcyjne alternatywnego systemu obrotu rynku kasowego:
- NewConnect
- Catalyst
- BondSpot

KDPW_CCP prowadzi także rozliczenia transakcji w instrumentach denominowanych w PLN dla następujących transakcji OTC:
- forward na stopę procentową (Forward Rate Agreement)
- swap stopy procentowej (Interest Rate Swap)
- overnight index swap
- basis swap
- repo i sell/buy-back (na polskich obligacjach skarbowych)

Po uzyskaniu przez KDPW_CCP autoryzacji w EUR, instrumenty FRA, IRS, OIS, oparte na stopach EURIBOR/EONIA będą również rozliczane w EUR. Jednocześnie w wyniku ww. procesu autoryzacji koszyk instrumentów finansowych rozliczanych przez KDPW_CCP zostanie wzbogacony o dłużne instrumenty finansowe, będące zbywalnymi papierami wartościowymi.

## Rozliczanie derywatów z rynku OTC – OTC_clearing
Od grudnia 2012 r. KDPW_CCP świadczy usługi rozliczania i gwarantowania rozliczeń derywatów OTC oraz transakcji repo (OTC_CLEARING). W ten sposób KDPW_CCP rozpoczęła obsługę transakcji rynku międzybankowego, mając przede wszystkim na celu ograniczenie ryzyka niewywiązania się stron z zobowiązań wynikających z zawartej transakcji oraz w konsekwencji pobudzenie tego segmentu rynku.
Potrzeba uruchomienia usługi rozliczania derywatów OTC i transakcji repo była uwarunkowana zapisami Rozporządzenia EMIR, zgodnie z którym wszystkie transakcje OTC zawarte w instrumentach pochodnych, należących do wskazanych przez ESMA klas instrumentów pochodnych, podlegają obowiązkowi rozliczania w CCP posiadającym odpowiednie zezwolenie (autoryzację). Niezależnie od powyższego wszystkie transakcje zawarte w instrumentach pochodnych podlegają obowiązkowi raportowania do zarejestrowanych repozytoriów transakcji. W KDPW_CCP możliwe jest raportowanie ich do repozytorium prowadzonego przez KDPW – KDPW_TR.
W ramach wdrażania usługi OTC_CLEARING KDPW_CCP, wspólnie z największymi polskimi bankami, wypracował model rozliczeń i gwarantowania transakcji zawieranych na rynku derywatów OTC, przygotował system rozliczeń transakcji OTC (system kdpw_otc) oraz dokonał wyboru platformy konfirmacji tych transakcji (MarkitWire).
W maju 2015 r. izba KDPW_CCP rozliczyła pierwsze transakcje z rynku międzybankowego (OTC), denominowane w PLN, zawarte pomiędzy Citi Handlowym a mBankiem.